# باشگاه فوتبال لندن تایگرز
باشگاه فوتبال لندن تایگرز (به انگلیسی: London Tigers Football Club) یک باشگاه فوتبال در منطقه ایلینگ لندن، کشور انگلستان است. این باشگاه در سال ۱۹۸۶ میلادی تأسیس شده‌است.